# Пац, Михаил Казимир (каштелян полоцкий)
Михаил Казимир Пац (1650, Полоцк, Полоцкое воеводство, Речь Посполитая — 1724, там же) — государственный деятель Великого княжества Литовского, каштелян полоцкий (1697—1724), староста васильковский.

## Биография
Представитель литовского магнатского рода Пацов герба «Гоздава». Старший сын хорунжего надворного литовского Константина Владислава Паца (1620—1686) и Александры Лисовской (ум. после 1689). Младший брат — староста ковенский Николай Анджей Пац (ум. ок. 1710).
В 1697-1724 году Михаил Казимир Пац занимал должность каштеляна полоцкого. Также носил звание старосты васильковского.
Был трижды женат. Около 1670 года женился первым браком на княжне Масальской (ум. ок. 1680), от брака с которой детей не имел.
В 1683 году вторично женился на Терезе Балицкой (ум. 1716), от брака с которой имел одного сына и двух дочерей:
- Константин Антоний Пац (ум. ок. 1724), староста васильковский
- Марианна Пац, 1-й муж подстолий вилькомирский Гектор Каренга, 2-й муж Михаил Венславский, 3-й муж староста poberlacski Александр Путята
- София Анна Пац, жена подкомория виленского Михаила Яна Тизенгауза

Около 1717 года в третий раз женился на Катаржине Карась (ум. после 1747), от брака с которой оставил одну дочь:
- Людвика Пац, жена Яна Щита-Немировича (сына каштеляна смоленского Кшиштофа-Бенедикта Немировича-Щита)